# Баар-алеманнский диалект
Баар-алеманнский диалект (нем. Baar-Alemannisch) — диалект немецкого языка, распространённый на юго-западе Баден-Вюртемберга (район Шварцвальд-Баар с центром в городе Филлинген-Швеннинген — крайнее верховье Дуная). Принадлежит к среднеалеманнским диалектам южнонемецкой группы. Близок к южновюртембергскому диалекту.